# Лютостанский, Ипполит Иосифович
Ипполи́т Ио́сифович Лютоста́нский (пол. Hipolit Lutostański; 28 декабря 1835, Ковенская губерния — 30 мая 1915, Петроград) — русский публицист антисемитского толка, бывший католический ксёндз, после лишения сана перешедший в православие.

## Биография
Родился 28 декабря 1835 года в родовом имении отца Блуси (Блости) в Ковенской губернии Шавельского уезда и был единственным ребёнком в семье польского помещика-католика Иосифа (Казимира) Иосифовича Лютостанского и его жены Марцианны (урождённой Якович). Обучался в гимназии города Шавли.
В 1855 году Ипполит заболел тифозной горячкой. Положение было настолько тяжелое, что мать дала обет «посвятить сына Богу», если он выздоровеет. Сын выздоровел и в том же году поступил в обучение в августинский монастырь в Ковно. В 1857 году он был пострижен в монахи под именем Фульгентия и отправлен в католическую семинарию в местечке Ворны. В 1864 году Фульгентий стал иеромонахом и был определен в кафедральный собор в Ковно, но вскоре по ложному доносу (его обвинили в антиправительственных речах во времена польского восстания 1863 года) он оказался в тюрьме, где пробыл до 1866 года (два года). В действительности же ксендз Фульгентий в своих проповедях всегда выступал против восстания и упрекал других ксендзов за поддержку мятежников. Одна из его проповедей в соборе закончилась тем, что патриотически настроенные польские дамы напали на Лютостанского и пытались покалечить его лицо зонтиками.
Выйдя из заключения, Лютостанский поселился в доме директора Ковенской гимназии, но в 1867 году последовали новые доносы — он был обвинён в сожительстве со вдовой Елизаветой В. и в попытке изнасилования Гольды А. Последнее обвинение не подтвердилось. Ввиду обвинения в сожительстве постановлением Тельшинской римско-католической консистории 9 апреля 1868 года был лишён статуса клирика. Лишившись сана, Лютостанский решил перейти в православие. Он явился в Свято-Духов православный монастырь в Вильне к настоятелю монастыря архимандриту Иоанну (Пщолко) и попросил принять его в православие. Пройдя испытание, длившееся семь месяцев, Лютостанский в 1868 году стал православным.
Лютостанский был направлен на обучение в Московскую духовную академию для подготовки к миссионерской деятельности в Западном крае. Лютостанский получил хорошее богословское образование и владел многими языками: латинским, древнееврейским, немецким, французским, русским, не говоря уже о родном польском. Темой кандидатской диссертации в Академии Лютостанский выбрал «Вопрос об употреблении евреями-сектаторами христианской крови для религиозных целей». Узнав тему кандидатского сочинения, его друзья-евреи устроили Лютостанскому встречу с московским раввином З. Минором, который будто бы уговорил Лютостанского не подавать в Академию диссертацию на такую тему, пообещав за это выплатить компенсацию в пятьсот рублей. Лютостанский уверял впоследствии, что Минор не заплатил ему ни копейки, хотя, по сведениям Лютостанского, собрал не пятьсот рублей, а две тысячи, и что Минор даже пригрозил Лютостанскому крупными неприятностями и тюрьмой, если диссертация выйдет в свет. Тем не менее, в 1876 году Лютостанский опубликовал эту диссертацию и успешно защитил степень кандидата богословия. Леон Поляков утверждает, что это сочинение Лютостанский преподнёс наследнику престола, будущему царю Александру III, который в ответ подарил ему кольцо с бриллиантами.
После окончания Духовной академии Лютостанский отправился в двухлетнюю поездку по России для знакомства с жизнью православных монастырей. Эта поездка ещё больше укрепила его в ошибочности выбранного для него монашеского пути, и, вернувшись в Москву, Лютостанский подал прошение о снятии священнического и монашеского сана. Разрешение было получено, но на расстриженного наложили епитимию, и в течение семи лет ему запрещалось жить в обеих столицах. Лютостанский вернулся в Западный край, где до начала 1900-х годов преподавал латинский язык в мужских гимназиях в Сувалках и в Пултуске. Здесь, среди прочего, он занимался переводом рассказов Льва Толстого на литовский язык, в педагогических целях; в 1888—1891 гг. в Вильне были опубликованы отдельными изданиями рассказы «Упустишь огонь — не потушишь», «Где любовь, там и бог», «Чем люди живы» и «Кавказский пленник», причём в изданиях использовался кириллический алфавит.
В 1880 году Лютостанский напечатал свою диссертацию в Петербурге, в виде двухтомника, так как значительно дополнил и расширил её. На Лютостанского ополчилась практически вся либеральная пресса — журналы «Отечественные записки», «Дело», «Вестник Европы», еврейская газета «Гамелиц». Редактора «Гамелиц» Александр Цедербаум вызвал Лютостанского на диспут, Лютостанский привлёк Цедербаума к суду за оскорбления, но проиграл. Лютостанского обвиняли в некомпетентности и компиляторстве профессор Петербургской Духовной Академии гебраист Даниил Хвольсон, столичный протоиерей В. И. Протопопов и князь Николай Голицын из Варшавы.
Крайний антисемитизм сильно осложнил положение Лютостанского в обществе. Сам он обвинял во всех своих бедах исключительно евреев. Дело, однако, обстояло иначе: не только евреи, но и многие русские, причем не только либералы, были возмущены его взглядами. Лютостанскому пришлось оставить место учителя в Пултусской прогимназии и бежать от преследования сначала в Варшаву, затем в Москву, где обер-полицмейстер города прямо рекомендовал ему покинуть город из-за интриг недоброжелателей, и в Петербург, где, будучи в подавленном состоянии, он принял решение покаяться перед евреями и написать опровержение на собственные труды. Покаянная работа называлась «Употребляют ли евреи христианскую кровь?». Её расширенный вариант был опубликован Санкт-Петербургским раввином Авраамом Драбкиным в 1882 под названием «Современный взгляд на еврейский вопрос». «Пора бы нам серьезно разуверить народ, что ничего подобного не могло быть никогда и что евреям не нужна христианская кровь, а все выдумки произошли от ненависти к евреям», — каялся в ней Лютостанский. После этого преследования Лютостанского заметно уменьшились. Сам Лютостанский оправдывал своё отступничество страхом за свою жизнь и необходимостью получить нужную передышку для завершения новых работ — «и апостол Петр, несмотря на свою любовь к Иисусу Христу, трижды отрекался от него» — оправдывался он.
Однако к началу 1900-х автор вновь появился в Петербурге. Он вновь направился к раввину Драбкину и заявил, что намерен переиздать свою книгу «Талмуд и евреи». Впоследствии Драбкин утверждал, что Лютостанский потребовал от него пятьсот рублей за отказ от переиздания, на что он ответил писателю: «Очень хорошо, издавайте это, по крайней мере Рух будет. Вы будете писать, евреи против Вас будут писать — это будет доход для типографий и бумажных фабрик».
В этот период его главным делом стала подготовка нового, третьего, издания работы «Талмуд и евреи» уже в семи томах. Работу Лютостанского над седьмым томом затормозила революция 1905 года. Опасаясь за свою жизнь в то неспокойное время, Лютостанский опять лицемерно покаялся перед евреями, и это покаяние было опубликовано в виде письма на имя Нахума Соколова, редактора варшавской газеты «Гацефира». Он, однако, продолжал тайно работать над седьмым томом, который был издан в 1909 году.
Историк В. С. Брачев обратил внимание на то, что у Лютостанского явно нашлись сильные финансовые покровители — его старая работа «Об употреблении евреями христианской крови для религиозных целей» в двух томах выдержала в начале XX века целых три издания, что нельзя объяснить исключительно читательским успехом. Однако имена их остаются неизвестными.
На «дело Бейлиса» Лютостанский откликнулся очередным изданием книги «Жиды и ритуальные убийства христианских младенцев» (Санкт-Петербург, 1911). После этого в либеральной печати против Лютостанского была развёрнута кампания по его дискредитации. Было использовано его покаянное письмо 1905 года, которое тотчас перепечатала либеральная газета «Речь», а в Киеве его напечатали отдельной брошюрой с уничижительным предисловием Н. Краева. Апофеозом кампании против Лютостанского стала публикация в 1912 году в Киеве Фил. Борисовым брошюры «Ипполит Лютостанский. Его жизнь и деятельность». В центре внимания автор поставил материалы процессов, возбужденных евреями против Лютостанского, и его покаяния 1882 и 1905 годов.
30 мая 1915 года Лютостанский умер в Петербурге. В его завещании было указано не ставить на могиле надгробного камня, по которому его могилу можно было опознать. Место захоронения неизвестно.

## Антиеврейские сочинения
Известен обвинениями евреев в ритуальном употреблении христианской крови. В 1876 году он издал книгу «Вопрос об употреблении евреями-сектаторами христианской крови для религиозных целей в связи с вопросом об отношениях еврейства к христианству вообще» (2-е изд.: 1880 год, в двух томах). По свидетельству профессора Даниила Хвольсона, значительная часть книги Лютостанского представляет собой плагиат из записки В. Скрипицына, представленной в 1844 году императору Николаю I. Николай Голицын считал, что эта книга «ниже всякой критики».
Новая работа Лютостанского двухтомник «Талмуд и евреи», вышедшая в столицах в 1879—1880 годах, родилась как реакция на появление на русском языке в Западном крае трёхтомного издания коллективного труда видных еврейских учёных «Мировоззрение талмудистов» на русском языке. По словам Лютостанского, целью этого труда было то, чтобы выбрав из Талмуда «самые нравственные речи и проповеди» и опустив все неудобные места, «расположить христиан в пользу евреев и усыпить бдительность их против вторжения иудаизма в христианскую культуру и общественную жизнь для окончательного торжества и победы жидов над христианством».
Книга «Талмуд и евреи» состоит из пяти разделов: исторического, догматического, обрядового, бытового и специального, посвящённого еврейским праздникам. В первом разделе рассказывается о Талмуде как и его противоречиях, о причинах взаимной вражды христианства и еврейства, о еврейских сектах. Второй раздел излагает учение Талмуда об Иегове, Христе, Богоматери и апостолах. Третий раздел толкует об обрядах и суевериях по Талмуду: ежедневные омовения, обряд обрезания, брак, погребение и прочее. Подробно рассматриваются еврейские праздники: суббота, Пейсах, Ханука и другие. По мнению Лютостанского, Талмуд есть доказательство той ненависти, какую питает еврейство к христианству с самого момента его зарождения и что Талмуд проникнут «самым беспощадным фанатизмом, самым закоренелым изуверством и, в частности, — самою непримиримою злобою и ненавистью к гоям, не иудеям». Лютостанский давал евреям такую характеристику: «Исторический характер еврейского народа изобилует контрастами: крайняя мечтательность при крайней практичности, преданность отвлеченной идее вместе со страстью к наживе, одинаковый интерес к богословию и торговле, — все эти свойства, все эти черты, по-видимому несовместимые, характеризуют евреев…».

## Сочинения
- О еврейском мессии. — М., 1875.
- Объяснение римско-католической мессы или литургии и разбор догматической её стороны. — М., 1875.
- О необходимости воплощения Сына Божия для спасения рода человеческого. — М., 1875.
- Учение о Святом Духе в последней беседе Иисуса Христа с учениками. — М., 1875.
- Об употреблении евреями талмудистами-сектаторами христианской крови. — М., 1876 (2-е изд.: СПб., 1880).
  - Том 1 (1880), том 2 (1880).
- Талмуд и евреи. — М., 1879—80; СПб., 1902—1909. — в 7 кн.
- Современный взгляд на еврейский вопрос (Употребляют ли евреи христианскую кровь?). — 1882.
- Жиды и ритуальные убийства христианских младенцев. — СПб., 1911.
- Антихрист жидовский миссия он же Чернобог. — СПб., 1912.
- Криминальная история июдаизма.

## Комментарии
1. ↑  Более точная передача польского произношения фамилии: Лютостаньский.